# UCI Africa Tour de 2022
O UCI Africa Tour de 2022 foi a décima-oitava edição do calendário ciclístico internacional Africano. Iniciou-se a 29 de outubro de 2021 em Burkina Faso, com o Tour de Faso e finalizou a 8 de outubro de 2022 com o Grande Prêmio de Chantal Biya em Camarões . Disputaram-se 5 concorrências, outorgando pontos aos primeiros classificados das etapas e à classificação final.

## Equipas
As equipas que podiam participar nas diferentes corridas dependia da categoria das mesmas. As equipas UCI WorldTeam e UCI ProTeam tinham cota limitada para competir de acordo ao ano correspondente estabelecido pela UCI, as equipas Equipas Continentais e seleções nacionais não tinham restrições de participação:
| Categoria                       | Categoria                       | Equipas                                                                          |
| ------------------------------- | ------------------------------- | -------------------------------------------------------------------------------- |
| align="center"\|.1              | 1.1 (Corrida de um dia)         | * UCI WorldTeam (max 50%) * UCI ProTeam * Continentais * Seleções nacionais      |
| align="center"\|.1              | 2.1 (Corrida de vários dias)    | * UCI WorldTeam (max 50%) * UCI ProTeam * Continentais * Seleções nacionais      |
| align="center"\|.2              | 1.2 (Corrida de um dia)         | * UCI ProTeam * Continentais * Seleções nacionais * Seleções regionais * Amadors |
| align="center"\|.2              | 2.2 (Corrida de vários dias)    | * UCI ProTeam * Continentais * Seleções nacionais * Seleções regionais * Amadors |
| align="center"\| .Ncup (sub-23) | 1.ncup (Corrida de um dia)      | * Seleções nacionais * Seleções mistas                                           |
| align="center"\| .Ncup (sub-23) | 2.ncup (Corrida de vários dias) | * Seleções nacionais * Seleções mistas                                           |

## Calendário
As seguintes foram as corridas que compuseram o calendário UCI Africa Tour para a temporada de 2022 aprovado pela UCI.
| UCI Africa Tour de 2022 | UCI Africa Tour de 2022 | UCI Africa Tour de 2022 | UCI Africa Tour de 2022 | UCI Africa Tour de 2022 |
| Data                    | País                    | Corrida                 | Vencedor                |                         |
| ----------------------- | ----------------------- | ----------------------- | ----------------------- | ----------------------- |
| 29 out. – 7 nov.        | Burquina Fasso          | Tour de Faso            | Daniel Bichlmann        |                         |
| 20 – 27 fev.            | Ruanda                  | Tour du Rwanda          | Natnael Tesfatsion      |                         |
| 3 – 8 mai.              | Benim                   | Tour du Bénin           | Marcel Peschges         |                         |
| 4 – 12 jun.             | Camarões                | Tour du Cameroun        | Moïse Mugisha           |                         |
| 3 – 8 out.              | Camarões                | Grand Prix Chantal Biya | Axel Taillandier        |                         |

## Classificações finais
- Nota: As classificações finais foram:[4][5]

### Individual
| Posição | Corredor                    | Equipa                             | Pontos |
| ------- | --------------------------- | ---------------------------------- | ------ |
| 1.º     | Biniam Girmay               | Intermarché-Wanty-Gobert Matériaux | 1875   |
| 2.º     | Louis Meintjes              | Intermarché-Wanty-Gobert Matériaux | 1048   |
| 3.º     | Natnael Tesfatsion          | Drone Hopper-Androni Giocattoli    | 600    |
| 4.º     | Henok Mulubrhan             | Bardiani-CSF-Faizanè               | 466,5  |
| 5.º     | Reinardt Janse van Rensburg | Lotto Soudal                       | 391,75 |
| 6.º     | Dawit Yemane                | Bike Aid                           | 271,83 |
| 7.º     | Gustav Basson               | ProTouch                           | 243,75 |
| 8.º     | Stefan De Bod               | Astana Qazaqstan                   | 236    |
| 9.º     | Kent Main                   | ProTouch                           | 225,75 |
| 10.º    | Hamza Amari                 |                                    | 184,33 |

| Posições 11.º ao 20.º | Posições 11.º ao 20.º | Posições 11.º ao 20.º   | Posições 11.º ao 20.º |
| --------------------- | --------------------- | ----------------------- | --------------------- |
| 11.º                  | Achraf Ed Doghmy      |                         | 179                   |
| 12.º                  | Metkel Eyob           | Terengganu Polygon      | 177                   |
| 13.º                  | Ryan Gibbons          | UAE Emirates            | 161                   |
| 14.º                  | Azzedine Lagab        |                         | 150,2                 |
| 15.º                  | Daryl Impey           | Israel-Premier Tech     | 147                   |
| 16.º                  | Merhawi Kudus         | EF Education-EasyPost   | 146                   |
| 17.º                  | Islão Mansouri        |                         | 136                   |
| 18.º                  | Alexandre Mayer       |                         | 114,58                |
| 19.º                  | Nassim Saidi          |                         | 109,2                 |
| 20.º                  | Willie Smit           | China Glory Continental | 100                   |

### Equipas
| Posição | Equipa                      | Pontos |
| ------- | --------------------------- | ------ |
| 1.º     | ProTouch                    | 799,25 |
| 2.º     | Benediction Ignite          | 160,5  |
| 3.º     | Sidi Ali-Unlock             | 105,01 |
| 4.º     | BAI Sicasal Petro de Luanda | 15     |
| 5.º     | May Stars                   | 15     |

### Países
| Posição | País            | Pontos  |
| ------- | --------------- | ------- |
| 1.º     | Eritreia        | 3679,33 |
| 2.°     | África do Sul   | 2553,25 |
| 3.º     | Argélia         | 840,13  |
| 4.º     | Marrocos        | 643,35  |
| 5.º     | Ilhas Maurícias | 432,99  |

### Países sub-23
| Posição | País            | Pontos |
| ------- | --------------- | ------ |
| 1.º     | Eritreia        | 2139   |
| 2.º     | Argélia         | 316,53 |
| 3.º     | Marrocos        | 240,84 |
| 4.º     | Ilhas Maurícias | 202,58 |
| 5.º     | África do Sul   | 180,75 |